# محافظة تشنغسان
محافظة شونغسان هي محافظة تقع في بيونغان الجنوبية، كوريا الشمالية.